# Polystachya obanensis
Espèce
Polystachya obanensis Rendle est une espèce de plantes à fleurs de la famille des Orchidaceae (les orchidées) et du genre Polystachya, présente en Afrique tropicale.

## Étymologie
Son épithète spécifique obanensis fait référence aux monts Oban, au Nigeria.